# Motto scout

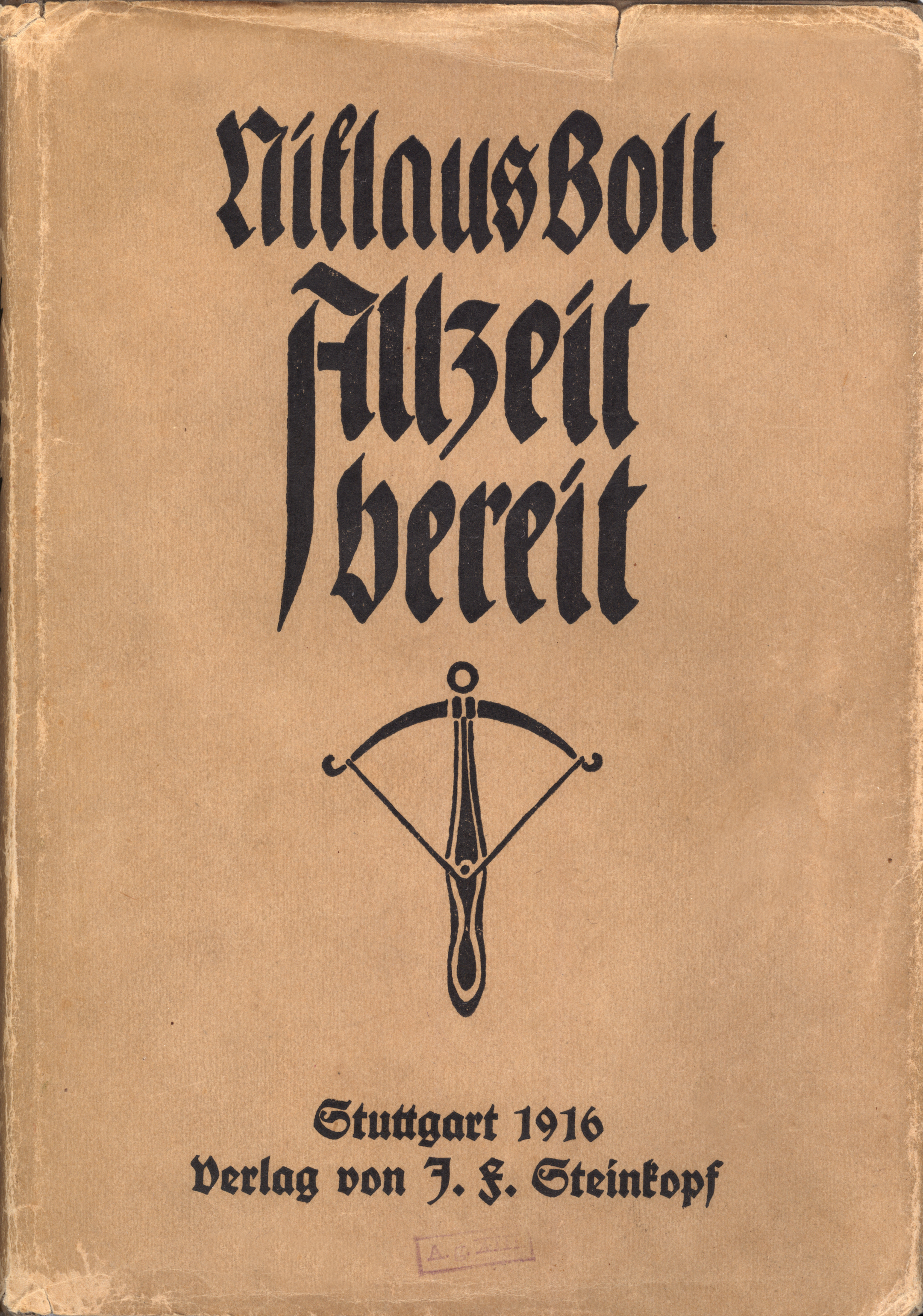
Libro scout svizzero Allzeit bereit ("Sempre pronti") del 1916

Il Motto scout è un'espressione che racchiude - condensandola in poche parole - l'essenza dello spirito scout e dei principi dello scautismo.
Come la Legge scout e la Promessa scout, anche il Motto venne formulato dal fondatore dello scautismo Robert Baden-Powell e pubblicato nel libro Scautismo per ragazzi del 1908. Nel tempo ogni associazione lo ha rielaborato, declinandolo in base alla lingua e differenziandolo in base alla metodologia, all'età e, eventualmente, al sesso delle varie branche.
Il motto originario pensato dal fondatore è "Be prepared", solitamente reso in italiano con la traduzione letterale "Sii preparato" o, in molte associazioni, con l'espressione latina Estote parati.

## Significato

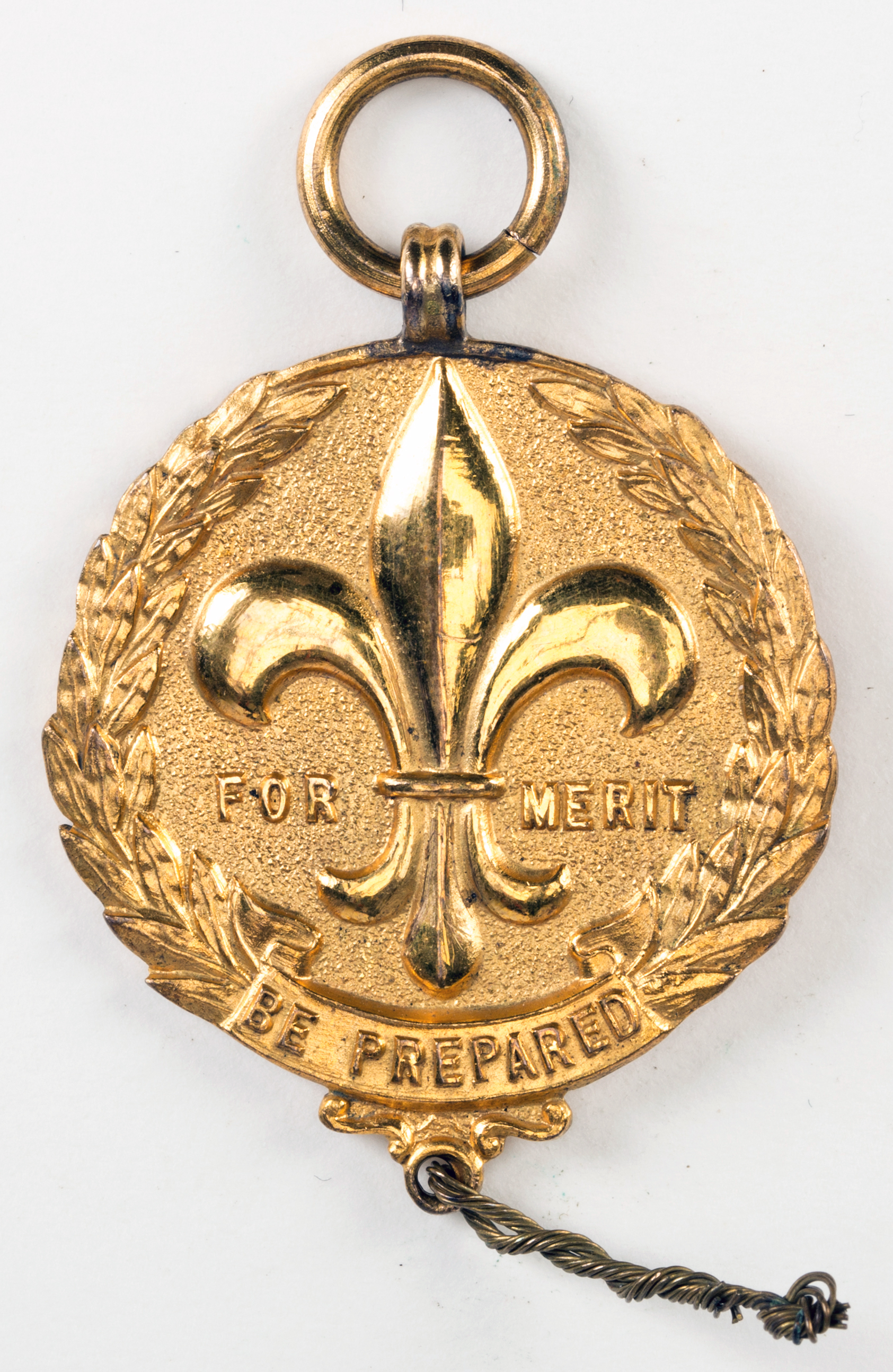
Distintivo al merito, con il giglio scout e la scritta "Be prepared"

La versione originale del motto è l'espressione inglese "Be prepared". Nella terza chiacchierata di Scautismo per ragazzi, Baden-Powell spiega il significato della frase:
Be Prepared
which means you are always in a state of readiness in mind and body to do your duty.
- Be Prepared in Mind by having disciplined yourself to be obedient to every order, and also by having thought out beforehand any accident or situation that might occur, so that you know the right thing to do at the right moment, and are willing to do it.
- Be Prepared in Body by making yourself strong and active and able to do the right thing at theright moment, and do it»

Sii preparato
ciò significa che dovete essere sempre pronti, nella mente e nel corpo, a fare il vostro dovere.
- Siate pronti nella mente esercitandovi alla disciplina e all'obbedienza, e anche riflettendo su ogni possibile incidente o imprevisto che può capitare, in modo da riconoscere la cosa giusta da fare nel momento giusto, ed essere desiderosi di farlo.
- Siate pronti nel corpo tenendovi forti, attivi e abili nel fare la cosa giusta nel momento giusto, e fatelo.»

Il primo libro del guidismo, Girl Guiding - Guidismo per ragazze, di Agnes e Robert Baden-Powell, spiega in maniera simile:
Nell'Associazione Scouts Cattolici Italiani (ASCI) il motto "Be prepared" fu tradotto in latino con l'espressione evangelica "Estote parati", presente sia nel Vangelo di Luca (Lc 12,40) sia in quello di Matteo (Mt 24,44). Questo per mettere in risalto, oltre al significato originale proposto da Baden-Powell, anche l'aspetto evangelico della proposta educativa. L'Associazione Guide Italiane (AGI) seguì la stessa scelta.L'Associazione Guide e Scouts Cattolici Italiani (AGESCI), nata dalla fusione di ASCI ed AGI mantenne lo stesso motto, che fu adottato anche in altre associazioni cattoliche come la FSE.

## In lingua italiana
- Associazione Scouts Cattolici Italiani (ASCI):[senza fonte]

(Motto associativo)
(Motto dei Lupetti (Parola Maestra))
(Motto degli Esploratori)
(Motto dei Rover, degli R-S e dei Capi)
- Associazione Guide Italiane (AGI):[10]

(Motto associativo)
(Motto delle Coccinelle)
(Motto delle Guide)
(Motto delle Scolte, delle Scolte di San Giorgio e delle Capo)
- Corpo Nazionale Giovani Esploratori ed Esploratrici Italiani (CNGEI):[11]

(Motto dei Lupetti)
(Motto degli Esploratori e delle Esploratrici)
(Motto dei Rover)
(Motti dei Senior)
- Associazione Guide e Scouts Cattolici Italiani (AGESCI):[12]

(Motto associativo)
(Motto dei Lupetti)
(Motto delle Coccinelle)
(Motto degli Esploratori e delle Guide)
(Motto dei Rover, delle Scolte e dei Capi)
- Associazione Italiana Guide e Scouts d'Europa Cattolici (AIGSEC-FSE):[5][8]

(Motto associativo)
(Motto dei Lupetti (Parola Maestra))
(Motto delle Coccinelle)
(Motto degli Esploratori e delle Guide)
(Motto dei Rover, delle Scolte, degli R-S e dei Capi)